# NGC 271
NGC 271 è una galassia a spirale barrata situata nella costellazione della Balena a una distanza di 180,6 milioni di anni luce dal sistema solare.

## Descrizione
La galassia ha una classe di luminosità I-II e presenta una larga riga a 21 cm dell'idrogeno neutro.

## Scoperta
NGC 271 è stata scoperta il 1º ottobre 1785 dall'astronomo britannico di origine tedesca William Herschel.

## Gruppo di NGC 271
NGC 271 fa parte del gruppo a cui da il nome, un gruppo che comprende almeno altre 6 galassie: NGC 245,  NGC 259, NGC 279, NGC 307, MRK 557 e UGC 505.
Le due galassie NGC 271 e NGC 279 formano una coppia di galassie.